# Кониртобе (Жамбильський район)
Кониртобе́ (каз. Қоңыртөбе) — село у складі Жамбильського району Жамбильської області Казахстану. Входить до складу Жамбильського сільського округу.
У радянські часи село називалось Совтрактор.
Населення — 535 осіб (2021; 437 у 2009, 377 у 1999, 365 у 1989).